# Aedes cancricomes
Aedes cancricomes är en tvåvingeart som beskrevs av Edwards 1922. Aedes cancricomes ingår i släktet Aedes och familjen stickmyggor. Inga underarter finns listade i Catalogue of Life.